# Francis and the Lights
Francis and the Lights è il nome di un progetto musicale portato avanti dal cantante e produttore discografico statunitense Francis Farewell Starlite (Oakland, 14 giugno 1981).

## Carriera
La storia di Francis and the Lights inizia nel 2007 con l'EP Striking, seguito l'anno successivo da A Modern Promise.
Nel 2010 Francis Farewell Starlite è accreditato come coproduttore del brano Karaoke, incluso nell'album Thank Me Later del rapper canadese Drake. Nel luglio dello stesso anno pubblica il terzo EP It'll Be Better coprodotto da Jake Schreier. Schreier, oltre che musicista di supporto per Francis and the Lights, ne ha diretto molti video mentre lo stesso Francis and the Lights ha realizzato la colonna sonora del suo film Robot & Frank (2012).
Collabora nel brano Summer Friends di Chance the Rapper featuring Jeremih incluso nel mixtape Coloring Book (2016) di Chance the Rapper. Nel luglio 2016 pubblica il singolo Friends featuring Bon Iver e Kanye West. Nel settembre dello stesso anno pubblica il suo primo album in studio, ovvero Farewell, Starlite!, coprodotto tra gli altri da BJ Burton, Benny Blanco, Cashmere Cat, Justin Vernon, Kanye West e Ariel Rechtshaid.
Come autore e cantante partecipa al singolo Wild Love di Cashmere Cat (featuring The Weeknd and Francis and the Lights) uscito nel 2016 e anche, solo come autore, al singolo Faith di Stevie Wonder e Ariana Grande (2016). Partecipa al mixtape The Hamilton Mixtape (2016) di artisti vari, in particolare nel brano Dear Theodosia (Reprise). Nel dicembre 2017 pubblica il suo secondo album in studio Just for Us.
Francis and the Lights è accreditato come produttore in alcuni brani dell'album ye di Kanye West (2018). Inoltre è anche accreditato come coproduttore del brano Feel the Love di Kids See Ghosts (Kanye West & Kid Cudi) featuring Pusha T incluso nell'album Kids See Ghosts (2018).
Appare come cantante, coautore e coproduttore nel brano Look What You're Doing to Me di Banks, uscito nel 2019 ed estratto dall'album III. Nell'agosto 2019 pubblica il singolo Take Me to the Light featuring Bon Iver and Kanye West. Sempre nel 2019 partecipa all'album The Big Day di Chance the Rapper.

## Discografia

### Album in studio
- 2016 – Farewell, Starlite!
- 2017 – Just for Us

### EP
- 2007 – Striking
- 2008 – A Modern Promise
- 2010 – It'll Be Better
- 2013 – Like a Dream

### Colonne sonore
- 2012 – Robot & Frank